# Chris Vermeulen
Pour les articles homonymes, voir Vermeulen.
Chris Vermeulen, né le 19 juin 1982 à Brisbane, est un pilote de vitesse moto australien.

## Biographie

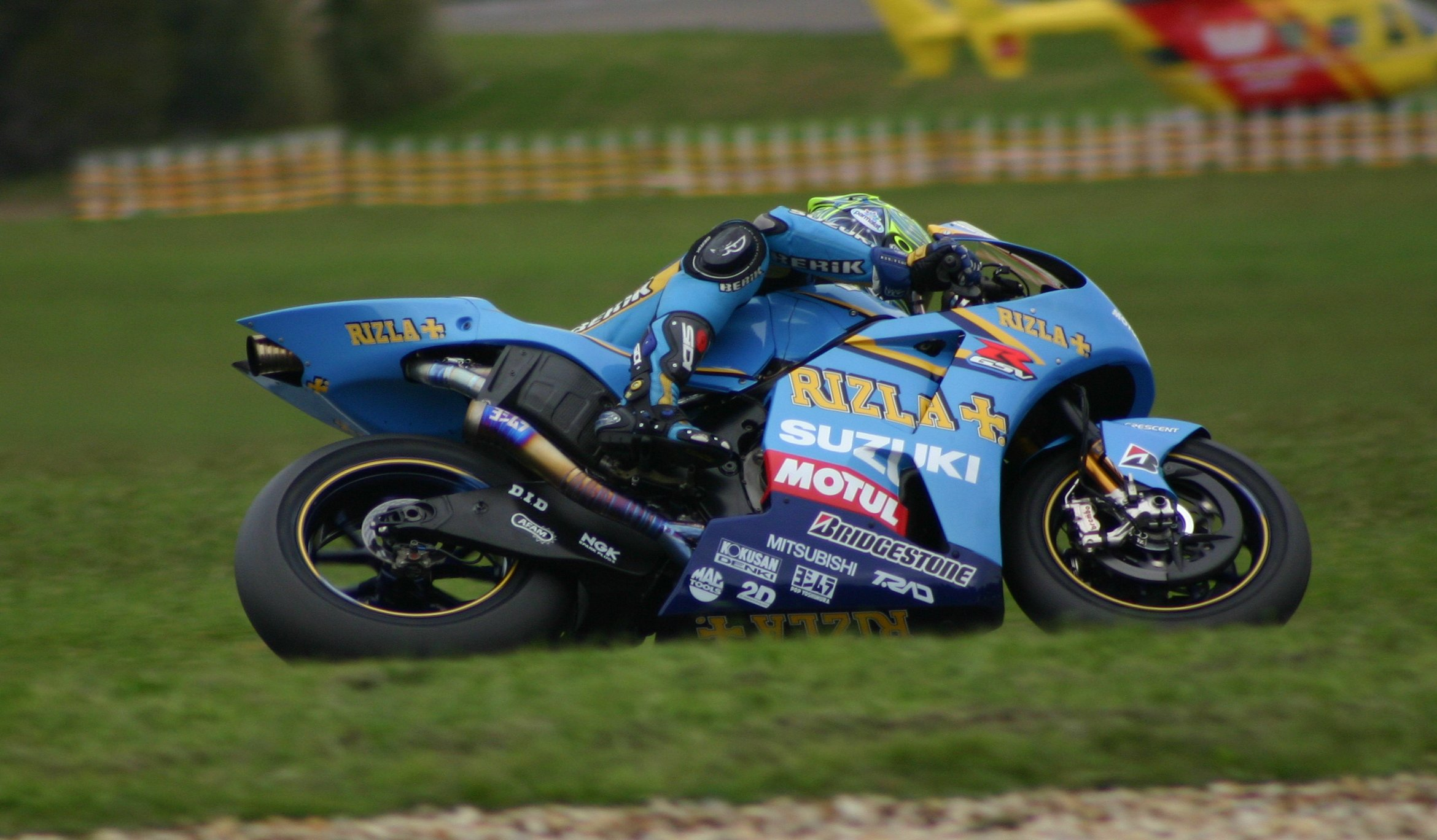
Chris Vermeulen à Philip Island en 2006

Grâce à l'ancien champion du monde Barry Sheene qui lui sert de mentor, il rejoint le championnat du monde Supersport. En 2003, devenu pilote numéro un de son team, il remporte quatre victoires et devient champion du monde de la spécialité.
Pour la saison 2004, son team Ten Kate signe avec Honda pour évoluer dans le championnat du monde Superbike. Il y remporte quatre courses et mène même un moment le championnat, terminant finalement à la 4e place, seul pilote placé dans les huit premiers ne pilotant pas une Ducati.
Il finit la saison suivante à la deuxième place, derrière son compatriote Troy Corser. La même saison, afin de satisfaire son sponsor principal Japan Tobacco, il participe avec Honda au 8 heures de Suzuka. En fin de saison, il fait également ses débuts en catégorie MotoGP, avec le team Pons.
Cependant, la proposition de Honda pour la saison suivante ne le satisfait pas: une nouvelle saison en Superbike avant de rejoindre en 2007 la catégorie reine de la MotoGP. Il rejoint donc Suzuki. Il obtient sa première pôle lors du grand prix de Turquie avant de renouveler cet exploit à Laguna Seca.
Le 20 mai 2007, il remporte sa seule victoire en MotoGP au Grand Prix moto de France sur la piste du Mans, avec un kangourou dessiné sur son casque en hommage à Jack Findlay, pilote australien décédé la veille.

## Palmarès
- Champion du monde de Supersport 2003
- 1 victoire en MotoGP (GP de France 2007)
- 3 pole positions en MotoGP
- 7 podiums en MotoGP
- 1 meilleur tour en MotoGP
- 499 points inscrits

## Statistiques

### Par année
| Année | Catégorie | Moto         | Équipe        | Course | Victoires | Podiums | Pole | Meilleur tour | Points | Position | Titre |
| ----- | --------- | ------------ | ------------- | ------ | --------- | ------- | ---- | ------------- | ------ | -------- | ----- |
| 2005  | MotoGP    | Honda RC211V | Sito Pons     | 2      | 0         | 0       | 0    | 0             | 10     | 21e      | -     |
| 2006  | MotoGP    | Suzuki GSV-R | Suzuki MotoGP | 17     | 0         | 1       | 2    | 0             | 98     | 11e      | -     |
| 2007  | MotoGP    | Suzuki GSV-R | Suzuki MotoGP | 18     | 1         | 4       | 1    | 1             | 179    | 6e       | -     |
| 2008  | MotoGP    | Suzuki GSV-R | Suzuki MotoGP | 18     | 0         | 2       | 0    | 0             | 128    | 8e       | -     |
| 2009  | MotoGP    | Suzuki GSV-R | Suzuki MotoGP | 1      | 0         | 0       | 0    | 0             | 84     | 11e      | -     |
| Total |           |              |               | 68     | 1         | 7       | 3    | 1             | 499    |          | 0     |

### Par catégorie
| Catégorie | Années    | 1er Grand Prix | 1er Podium     | 1re Victoire | Courses | Victoires | Podiums | Poles | Meilleurs tours | Points | Titre |
| --------- | --------- | -------------- | -------------- | ------------ | ------- | --------- | ------- | ----- | --------------- | ------ | ----- |
| MotoGP    | 2005-2009 | Australie 2005 | Australie 2006 | France 2007  | 68      | 1         | 7       | 3     | 1               | 499    | 0     |
| Total     | 2005-2009 |                |                |              | 68      | 1         | 7       | 3     | 1               | 499    | 0     |